# Mitrephanes phaeocercus
El  mosquero moñudo común (Mitrephanes phaeocercus) es una especie de ave paseriforme de la familia Tyrannidae una de las dos pertenecientes al género Mitrephanes. Es nativo del sur de América del Norte, América Central y del norte de América del Sur. 

## Nombres comunes
Se le conoce también por mosquero copetón, mosquero penachudo o papamoscas copetón (en México), atrapamoscas moñudo (en Colombia), mosquerito moñudo (en Costa Rica y Panamá), mosquero crestado (en Honduras), mosquitero moñudo (en Nicaragua) o mosquero moñudo norteño (en Ecuador).

## Distribución y hábitat
Sus áreas de distribución se encuentran entre el norte de México, por Guatemala, El Salvador, Honduras, Nicaragua, Costa Rica, Panamá, hasta la pendiente del Pacífico del oeste de Colombia y Ecuador. Se registra en el sur de Estados Unidos (pero apenas ocasionalmente en invierno en el oeste de Texas y oeste y sureste de Arizona).
Esta especie puede ser poco común a común o bastante común en una variedad de hábitats naturales: los bordes, claros de árboles caídos, clareras y aberturas del dosel de bosques montanos, incluyendo los de Pinus, de hojas anchas y crecimientos secundarios, así como en plantaciones; en el invierno en áreas más áridas semiabiertas y bosques riparios. Entre 700 y 3500 m de altitud; en Costa Rica es más abundante entre 1200 y 2150 m, es raro por debajo de los 450 m; en América del Sur, principalmente en estribaciones entre 100 y 1200 m.

## Sistemática

### Descripción original
La especie M. phaeocercus fue descrita por primera vez por el zoólogo británico Philip Lutley Sclater en 1859 bajo el nombre científico Mitrephorus phaeocercus; la localidad tipo es «Córdoba, Veracruz, México.»

### Etimología
El nombre genérico masculino «Mitrephanes» se compone de las palabras del griego «mitra» que significa ‘bonete’, ‘vestimenta de la cabeza’, y «phanēs» que significa ‘exhibir’; y el nombre de la especie «phaeocercus», se compone de las palabras del griego «phaios» que significa ‘moreno’, ‘marrón’, y «kerkos» que significa ‘cola’.

### Taxonomía
Es pariente cercano de Mitrephanes olivaceus, y anteriormente fue considerado conespecífico. Las subespecies descritas M. p. burleighi A.R. Phillips, 1966 y M. p. nicaraguae W. Miller & Griscom, 1925 son inseparables de la nominal; M. p. vividus Griscom, 1927 es inseparable de aurantiiventris; y M. p. eminulus Nelson, 1912 es inseparable de berlepschi.

## Subespecies
Según las clasificaciones del Congreso Ornitológico Internacional (IOC) y Clements Checklist/eBird se reconocen cuatro subespecies, con su correspondiente distribución geográfica:
- Grupo politípico phaeocercus/tenuirostris:
  - Mitrephanes phaeocercus tenuirostris Brewster, 1888 - oeste de México, desde el sureste de Sonora y suroeste de Chihuahua al sur hasta el oeste de Jalisco.
  - Mitrephanes phaeocercus phaeocercus (P.L Sclater, 1859) - montañas del este y centro de México (suroeste de Tamaulipas, Zacatecas y centro de Jalisco hasta Oaxaca y Chiapas) hacia el sur hasta el noreste de Nicaragua.

- Mitrephanes phaeocercus aurantiiventris (Lawrence, 1865) - Costa Rica y Panamá (al este hasta la Serranía del Darién).

- Mitrephanes phaeocercus berlepschi Hartert, 1902 - desde el extremo este de Panamá y noroeste de Colombia hacia el sur hasta el noroeste de Ecuador.